# Litoria havina
Litoria havina là một loài ếch thuộc họ Pelodryadidae.
Loài này có ở Tây Papua ở Indonesia và Papua New Guinea.
Môi trường sống tự nhiên của chúng là rừng ẩm vùng đất thấp nhiệt đới hoặc cận nhiệt đới, đầm nước nhiệt đới hoặc cận nhiệt đới, vùng núi ẩm nhiệt đới hoặc cận nhiệt đới, sông ngòi, đầm nước ngọt, đầm nước ngọt có nước theo mùa, rừng trước đây suy thoái nghiêm trọng, và kênh đào và mương rãnh.
Chúng hiện đang bị đe dọa vì mất môi trường sống.